# Personal Area Network
Personal Area Network（パーソナル・エリア・ネットワーク、PAN）は、個人周辺の電話機やPDAを含むコンピュータデバイス間の通信で用いられるコンピュータネットワークである。
デバイスは個人の所有物に限定されず、到達距離はおよそ数10cm から数m とさまざまであるが、家庭周辺や周辺機器などの固定利用を前提とするホームネットワーク(HAN)等と異なり、個人周辺と言うことでモバイル・ウェアラブル利用を企図し、設計に反映されている。またLAN・無線LANとは通常到達距離の短さ（せいぜい個人周辺）で区別される。
デバイス同士の通信のほか、上位ネットワークやインターネットなどとの接続に使用される。接続はいくぶん簡便化、自動化されている。
USBやFireWireなどの有線のコンピュータバスも接続が可能である。レガシーな周辺機器ケーブルや外部バス規格とは、汎用性バスである事で区別される。
Wireless Personal Area Network （ワイヤレス・パーソナル・エリア・ネットワーク、WPAN)は、IrDA、Bluetooth、UWB、Z-Wave、ZigBeeなどの低消費電力かつ短距離の無線通信ネットワーク技術で構成される。

## 有線PAN
汎用タイプ・短距離の外部バス規格に対するレトロニムの側面も持っている。
- USB
- IEEE 1394
- Lightning
- Dockコネクタ
- Thunderbolt

## 無線PAN
Wireless Personal Area Network （ワイヤレス・パーソナル・エリア・ネットワーク、WPAN)は、IrDA、Bluetooth、UWB、Z-Wave、ZigBeeなどのネットワーク技術で構成できる。

### 技術
BluetoothのWPANはピコネット（piconet）とも呼ばれ、マスタースレーブ関係にある最大8台のアクティブデバイスから構成される。8台を超えるデバイスは"parked"で保留状態に置くことが可能である。デバイスのうち1台をマスターに、ほかはスレーブとしてマスターと相互に通信する。通信距離は通常で10m程度だが、理想的状況下では当初の設計距離を大きく越える100mも到達可能である。DEF CON 12 でハッカーグループの"Flexilis"が、のちに"The BlueSniper"と称されるライフルの銃身に望遠鏡と八木アンテナを装着したものと、コンピュータのBluetoothカードをケーブルで接続し、2つのBluetoothデバイスを1/2マイル＝800m以上離れて接続させることに成功した

### 標準
WPANは近距離無線の新標準仕様 IEEE 802.15 の基盤に採用された。標準では、10m以内の近距離通信を可能とする無線技術を用いて、個人の周辺に存在するデバイスを接続して構築するネットワークである。BluetoothのIEEEでの規格名は、IEEE 802.15.1である。

#### 概念
可搬型コンピュータと通信デバイスの相互接続を企図しており、プラグインを基本概念としている。WPANを装備した2台のデバイスが数メートル以内に接近したり、サーバから数キロメートル以内（WMANの併用）にあるとき、ケーブル接続と同様に通信が可能である。もう1つの重要な特徴は、それぞれのデバイスが他のデバイスを選択的に排除する能力であり、不必要な干渉や情報への無許可のアクセスを防ぐことができる。
目的は家庭や職場など場所を選ばずに各種のデバイスやシステムへシームレスな接続および操作をサポートする事である。デバイス間のマスタ・スレーブ関係はあるものの、接続されればテザリングなどによりインターネット接続の共有すら可能であり、周辺機器の枠を越えてネットワークに接続された協調動作デバイスとして振る舞う事が可能である。

#### 発展
2010年代、主にBluetoothのバージョンアップと共に普及・成熟期に至っており（詳細は Bluetooth参照）2.4ギガヘルツ帯のデジタルモードを使用する。
スマートフォンをBluetoothでテザリングする場合は、親機はPAN-NAP (Network Access Point) 、子機はPANU (Personal Area Network User) 、それぞれに対応していることを要する。